# Samakurok
Samakurok is een bestuurslaag in het regentschap Aceh Utara van de provincie Atjeh, Indonesië. Samakurok telt 2030 inwoners (volkstelling 2010).